# 三木市立堀光美術館

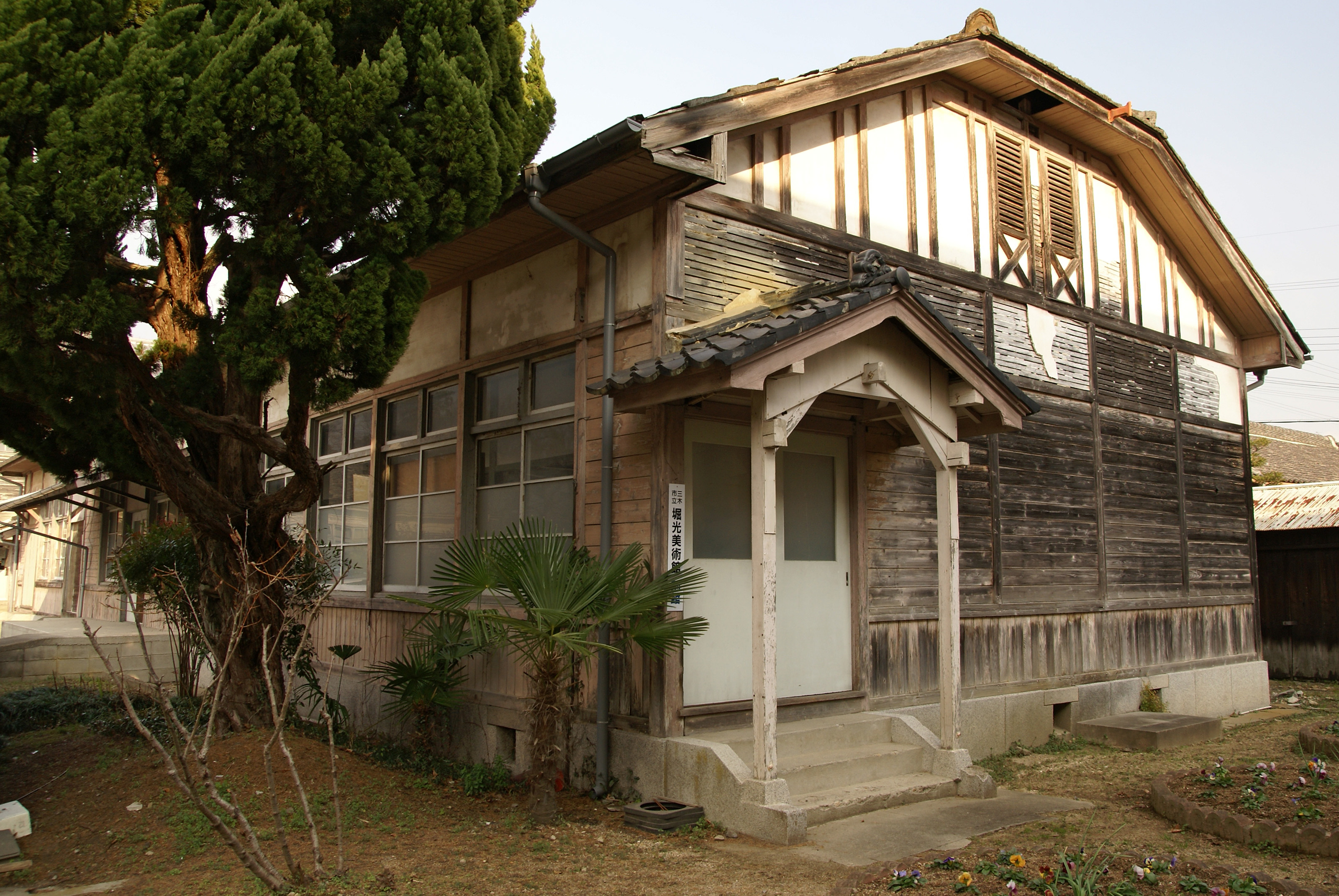
別館

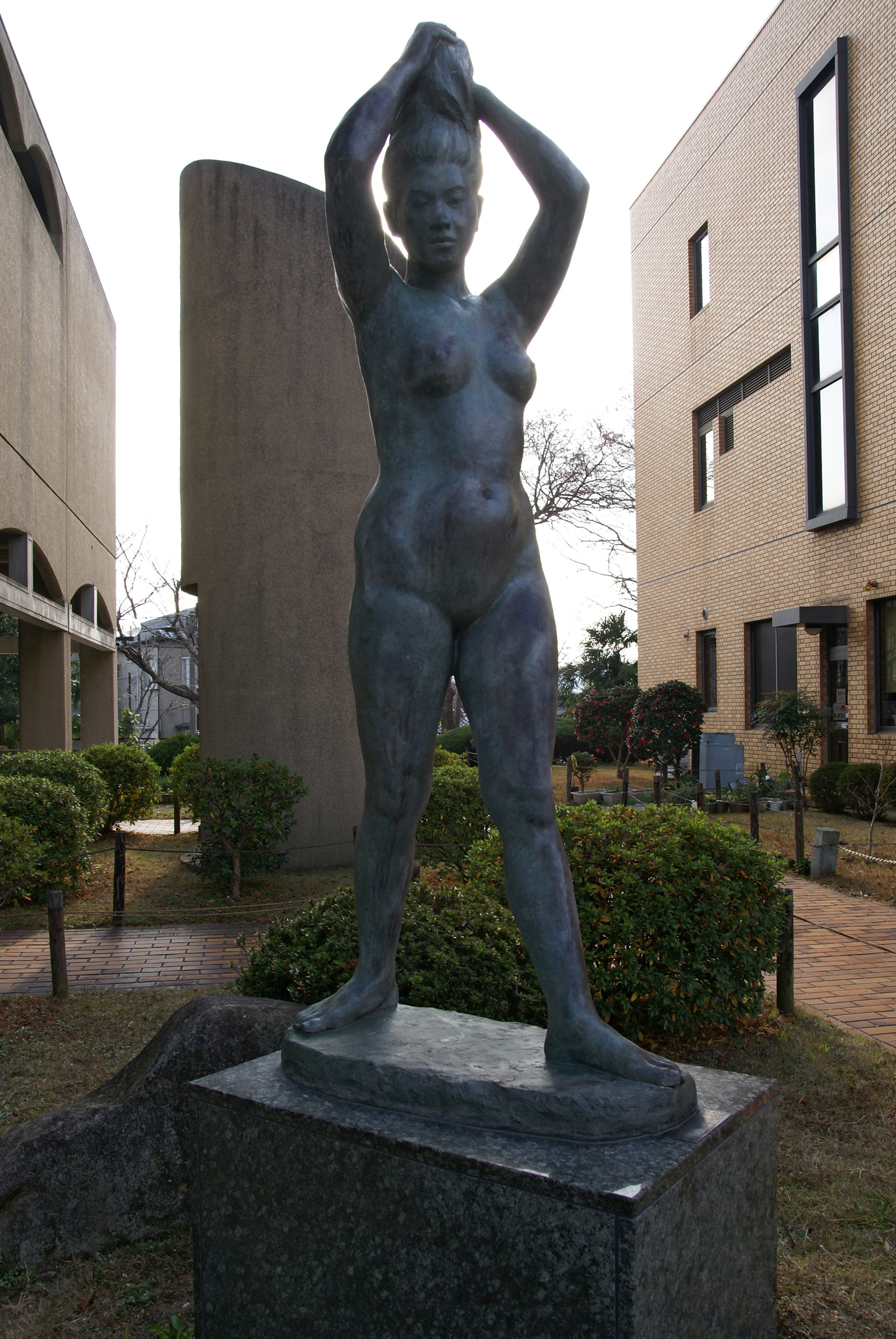
館前の名久井十九三「女像」

三木市立 堀光美術館（みきしりつ ほりみつびじゅつかん）は、兵庫県三木市にある美術館。

## 概要
実業家で美嚢郡三木町（現・三木市）の町長（官選と民選との両方）を務めた堀田光雄が三木市に寄贈した建物とコレクション159点を基礎に設立された。開館は1982年。
所蔵は洋画と日本画を中心に500点余りを数え、常設展のほか企画展等も定期的に開催する。 
美術品の所蔵と展示に加えて、三木の秋祭りの屋台資料をはじめとする民俗資料の収集、調査研究、教育普及事業なども行う。

## 所蔵品の構成
- 堀光コレクション（日本画、洋画、書、美術工芸品） 159点
- 受贈作品日本画洋画等 30点
- 古面写能面 100点
- 現代木版画 130点
- 日本画洋画書工芸品 70点等

## 主な所蔵品
- 奥村土牛「かれい」
- 小松均「鯉」
- 堂本印象「樹陰新光清」「武士金彩壺の花」
- 横山大観「富嶽」
- 山口華楊「平戸花」「鯉」「菖蒲」
- 池田春翬「春江秋山山水図」
- 平賀亀祐「鰯」
- パブロ・ピカソ - 347シリーズの一点
- フレデリック・ベーコン・パーウェル「花」
- 伊藤悌三「裸婦」
- 北村西望「富士」
- 名久井十九三「女像」

## 施設
- 常設展示室 - 展示室A、展示室B、中央展示室、小展示室
- 企画展示室
- ギャラリー
- 資料室
- 収蔵庫

## 利用情報
- 開館時間 - 10時〜17時（入館は16時30分まで）
- 休業日 - 毎週月曜日、祝日の翌日、12/28〜1/4
- 入館料 - 無料（特別展は有料）
- 所在地 - 〒673-0432 兵庫県三木市上の丸町4-5 三木城址
- ひょうごっ子ココロンカードの対象施設。

## 建築概要
- 設計・管理 - 光安建築設計事務所
- 施工 - 高階組
- 竣工 - 1982年4月2日
- 開館 - 1982年7月2日
- 敷地面積 - 1,612.0m2
- 建築面積 - 349.0m2
- 延床面積 - 570.7m2
- 構造・規模 - SRC造、地上2階建

## 交通アクセス
- 神戸電鉄 三木上の丸駅 徒歩約5分

## 周辺
- 三木城址
- 三木市立図書館
- 三木市立金物資料館